# Miletus eneus
Miletus eneus är en fjärilsart som beskrevs av John Nevill Eliot 1961. Miletus eneus ingår i släktet Miletus och familjen juvelvingar. Inga underarter finns listade i Catalogue of Life.